# (200299) 2000 AY233
(200299) 2000 AY233 es un asteroide perteneciente al cinturón de asteroides descubierto el 5 de enero de 2000 por el equipo del Lincoln Near-Earth Asteroid Research desde el Laboratorio Lincoln, Socorro, Nuevo México, Estados Unidos.

## Designación y nombre
Designado provisionalmente como 2000 AY233.

## Características orbitales
2000 AY233 está situado a una distancia media del Sol de 2,722 ua, pudiendo alejarse hasta 3,296 ua y acercarse hasta 2,149 ua. Su excentricidad es 0,210 y la inclinación orbital 10,26 grados. Emplea 1641,06 días en completar una órbita alrededor del Sol.

## Características físicas
La magnitud absoluta de 2000 AY233 es 15,9. 